# Diomede Panici
Diomede Panici (ur. 18 lutego 1841 w Amaseno, zm. 6 sierpnia 1909) – włoski duchowny rzymskokatolicki, arcybiskup, sekretarz Świętej Kongregacji Obrzędów.

## Życiorys
2 października 1896 papież Leon XIII mianował go sekretarzem Świętej Kongregacji Obrzędów. 19 kwietnia 1900 został arcybiskupem tytularnym laodicejskim. 1 maja 1900 przyjął sakrę biskupią z rąk prefekta Świętej Kongregacji ds. Studiów kard. Francesco Satolliego. Współkonsekratorami byli arcybiskup tytularny trabzoński Edmund Stonor oraz biskup Montalcino Amilcare Tonietti.
Według niektórych źródeł miał być mianowany kardynałem przez papieża Piusa X, ale zmarł przed planowaną nominacją. Kandydatem do kardynalskiej purpury miał być również jego starszy brat Agapito, sekretarz i konsultor kilku watykańskich dykasterii oraz internuncjusz w Holandii, który jednak także nie dożył oczekiwanej nominacji papieża Leona XIII.